# 呂佳彬
呂佳彬（1990年2月24日—），原名呂欣儫，台灣男子羽毛球選手，妹妹呂家騫與弟弟呂家弘皆為羽球運動員。

## 簡歷
呂佳彬小時候家住新店，父母為讓他和妹妹呂家騫練習羽球而選擇到較遠的社子國小就讀。大學就讀臺北市立體育學院。
2011年，呂佳彬首次與學長林祐瑯搭檔出戰全國排名賽，最後獲得第6名。
2012年，呂佳彬與陳宏麟合作打進中華台北羽毛球黃金大獎賽四強。
2013年7月，呂佳彬代表中華台北出戰俄羅斯喀山舉行的世界大學生運動會羽毛球比賽，贏得混合團體銅牌。
2013年8月，呂佳彬參加中國廣州舉行的世界羽毛球錦標賽，與陳宏麟出戰男子雙打項目，首圈以2-0淘汰中國組合洪炜/沈烨晉級，但在第二圈就以0比2（9-21、11-21）不敵5號種子、南韓的金基正/金沙朗出局。

## 主要比賽成績
| 年份   | 賽事                       | 公開賽級別 | 項目     | 搭檔   | 成績   |
| ------ | -------------------------- | ---------- | -------- | ------ | ------ |
| 2011年 | 紐西蘭羽毛球國際挑戰賽     | 國際挑戰賽 | 男子雙打 | 黃博翊 | 亞軍   |
| 2011年 | 捷克羽毛球國際賽           | 國際挑戰賽 | 男子雙打 | 黃博翊 | 準決賽 |
| 2011年 | 保加利亞羽毛球國際賽       | 國際挑戰賽 | 男子雙打 | 黃博翊 | 亞軍   |
| 2012年 | 中華台北羽毛球黃金大獎賽   | 黃金大獎賽 | 男子雙打 | 陳宏麟 | 準決賽 |
| 2013年 | 世界大學運動會羽毛球比賽   | 其他       | 混合團體 | －     | 铜牌   |
| 2013年 | 東亞運動會羽毛球比賽       | 其他       | 男子團體 | －     | 銅牌   |
| 2013年 | 東亞運動會羽毛球比賽       | 其他       | 男子雙打 | 陳宏麟 | 銀牌   |
| 2014年 | 伊朗羽毛球國際挑戰賽       | 國際挑戰賽 | 男子雙打 | 陳宏麟 | 冠軍   |
| 2014年 | 奧地利羽毛球國際挑戰賽     | 國際挑戰賽 | 男子雙打 | 陳宏麟 | 冠軍   |
| 2014年 | 紐西蘭羽毛球大獎賽         | 大獎賽     | 男子雙打 | 陳宏麟 | 亞軍   |
| 2014年 | 加拿大羽毛球大獎賽         | 大獎賽     | 男子雙打 | 梁睿緯 | 冠軍   |
| 2014年 | 美國羽毛球黃金大獎賽       | 黃金大獎賽 | 男子雙打 | 梁睿緯 | 準決賽 |
| 2016年 | 越南羽毛球國際挑戰賽       | 國際挑戰賽 | 男子雙打 | 廖冠皓 | 準決賽 |
| 2016年 | 印尼羽毛球國際挑戰賽       | 國際挑戰賽 | 男子雙打 | 廖冠皓 | 準決賽 |
| 2016年 | 蘇格蘭羽毛球大獎賽         | 大獎賽     | 男子雙打 | 廖冠皓 | 準決賽 |
| 2016年 | 威爾斯羽毛球國際賽         | 國際挑戰賽 | 男子雙打 | 廖冠皓 | 亞軍   |
| 2016年 | 威爾斯羽毛球國際賽         | 國際挑戰賽 | 混合雙打 | 宋碩芸 | 準決賽 |
| 2017年 | 美國羽毛球國際挑戰賽       | 國際挑戰賽 | 男子雙打 | 呂家弘 | 亞軍   |
| 2018年 | 印尼邦加勿里洞羽毛球大師賽 | 超級100賽  | 男子雙打 | 張課琦 | 冠軍   |
| 2018年 | 澳門羽毛球公開賽           | 超級300賽  | 男子雙打 | 張課琦 | 準決賽 |
| 2018年 | 美國羽毛球國際挑戰賽       | 國際挑戰賽 | 男子雙打 | 呂家弘 | 冠軍   |
| 2019年 | 奧爾良羽毛球大師賽         | 超級100賽  | 男子雙打 | 李芳至 | 準決賽 |
| 2019年 | 美國羽毛球國際挑戰賽       | 國際挑戰賽 | 混合雙打 | 林琬清 | 亞軍   |

| 2007-2017年 | 首要超級賽 | 超級賽 | 黃金大獎賽 | 大獎賽 | 國際挑戰賽 | 國際系列賽 | 未來系列賽 | 其他 |

| 2018-2026年 | 總決賽 | 超級1000賽 | 超級750賽 | 超級500賽 | 超級300賽 | 超級100賽 | 國際挑戰賽 | 國際系列賽 | 未來系列賽 | 其他 |

### 奧運會和世錦賽參賽紀錄
|          | 搭檔   | 2013 | 2014 | 2015 | 2016 | 2017 |
| -------- | ------ | ---- | ---- | ---- | ---- | ---- |
| 男子雙打 | 陳宏麟 | 32強 | 32強 | －   | －   | －   |
| 男子雙打 | 廖冠皓 | －   | －   | －   | －   | 32強 |

## 外部連結
- 呂佳彬 Facebook